# Shatter Me (álbum)
Shatter Me es el segundo álbum de estudio realizado por la violinista y artista en solitario Lindsey Stirling. Es el primer álbum de Stirling que incluye colaboraciones con otros cantantes, presentando a Lzzy Hale y Dia Frampton, Stirling ha dicho que su estilo musical es más progresista que su primer álbum. El álbum fue lanzado el 29 de abril de 2014 en los Estados Unidos y el 2 de mayo en Alemania. El primer sencillo, "Beyond the Veil", fue lanzado el 24 de marzo, alcanzando el número 22 en el Billboard Dance and Electronic Digital Songs, el video fue publicado al día siguiente. El segundo sencillo, "Shatter Me", fue lanzado el 23 de abril, acumulando 1.3 millones de vistas, después de un día en YouTube. El álbum alcanzó el número dos en el Billboard 200, lo que hace es mayor la semana de Stirling de su carrera en términos de ventas, mientras que destaca en otras tres listas de Billboard. El 27 de agosto de 2014, el álbum alcanzó el disco de oro en Alemania por la venta de 100 000 copias.

## Lanzamiento y promoción
El 29 de septiembre de 2013, Stirling publicó en su página web oficial que después de su gira mundial 2012-13, que había regresado a Estados Unidos para hacer su nuevo álbum de estudio y en diciembre Stirling anunció que la próxima gira de 2014 en la que "tocaría algunas canciones nuevas y tendrá un nuevo espectáculo para compartir". A pesar de que el segundo álbum de estudio fue anunciado a finales de 2013, no fue hasta marzo de 2014 que Stirling comenzó a publicar información sobre su nuevo material. El 12 de marzo, Stirling publicó un video en YouTube en la que aparecía con amigos y conocidos famosos de YouTube como Tyler Ward y Steve Kardyna. Stirling anunció en el video el título del álbum y que sería puesto en libertad en a mediados de mayo de 2014. El mismo día Stirling comenzó una cuenta en PledgeMusic, una plataforma Direct-to-Fan de música en línea, permitiendo que cualquiera pueda pre-ordenar el álbum junto con otros elementos exclusivos, como detrás de cámara, videos, fotos e imágenes. El 23 de marzo, Stirling anunció que el álbum sería lanzado el 29 de abril.] Al día siguiente, el álbum sale en preventa en la tienda iTunes y el primer sencillo del álbum, " Beyond the Veil ", fue lanzado.] El vídeo oficial del sencillo fue lanzado un día después, donde acumuló medio millón de visitas en YouTube en su primer día.
Stirling apareció el 26 de marzo de 2014 en la Apple Store de Berlín para una entrevista de 30 minutos [] y más tarde interpretó "Crystallize" en vivo. [] Un día después, la pre-orden del álbum comenzó en las tiendas de Amazon.com y iTunes de Alemania. [] En abril, iTunes lanzó dos podcasts gratuitos llamados Lindsey Stirling: Meet the Musician donde Stirling habló de la creación de su nuevo álbum. El 7 de abril, primer video del sencillo, apareció en una votación en mtvU para ver, a lo largo de con otros cuatro vídeos de YouTube, que uno podría ser transmitido. Stirling terminó ganando la votación. Tres días después Stirling anunció un evento, el 29 de abril, para realizar y firmar los CD de Shatter Me en la librería Barnes & Noble en Los Ángeles. En abril, Stirling fue entrevistada por la Revista Rock Era con el fin de promocionar su nuevo álbum. El 16 de abril, Stirling publicó el video detrás de cámaras para el segundo sencillo del álbum, "Shatter Me". Casi una semana después, el 22 de abril, Lindsey interpretó su sencillo "Beyond the Veil" en vivo en el Universal Studios Hollywood.
El segundo sencillo, "Shatter Me", fue lanzado en iTunes el 21 de abril y dos días más tarde, el vídeo oficial fue lanzado en YouTube, con la cantante Lzzy Hale. En su primer día en YouTube el video fue visto 1.3 millones veces. En abril, Stirling fue entrevistada por Access Hollywood donde habló acerca de la moda, su nuevo álbum y la fama. El 23 de abril, Stirling organizó una fiesta para sus fanes por el lanzamiento del álbum.
}

## Canciones y Obra
Según Allvoices, que participó en una llamada con Stirling, dijo que Shatter Me es más progresista que su álbum de debut. La portada del álbum cuenta con Stirling como bailarina en el interior del globo de cristal de una caja de música. La canción que da título al álbum es la historia de la bailarina en la portada que añora a alguien para romper el vidrio y dejarla libre, solo para descubrir que ella es la única que puede romper el vidrio. Stirling dijo que el álbum sigue un tema de avance y que se basa en sus propias experiencias.
En una entrevista con la Revista Rock Era, Stirling dijo que ella estaba emocionada de lanzar el video musical de "Shatter Me" porque "personifica este concepto y muestra lo difícil que es romper con los viejos hábitos y tener el coraje de salir de nuestra zonas de confort dentro de la luz ".

## Rendimiento
Tras su lanzamiento en los Estados Unidos, Shatter Me debutó en el número dos en el Billboard 200 con ventas de primera semana de 56.000 copias, convirtiéndose en la mejor semana de ventas de la carrera de Stirling. El álbum también alcanzó el puesto número uno en el Dance/Electronic Albums, Top Classical Albums y Independent Albums. El álbum también tuvo un gran impacto en las listas canadienses, donde debutó en el número cinco, vendiendo 3.431 copias, una mejora en su primer álbum de estudio que trazó en el número 146 de disco Stirling también apareció por primera vez en su carrera en la lista de álbumes del Reino Unido, alcanzando el número noventa y cinco. A lo largo de los restantes países europeos que llegaron a los quince primeros. En Alemania alcanzó el número cuatro -la misma posición que su álbum anterior. En Suiza Shatter Me alcanzó el número tres, la posición más alta de Stirling en el país. En Austria también alcanzó el número 3 y en Polonia alcanzó número 12, ambos de los cuales son menores que la posición de su álbum debut.

## Lista de canciones
Todas las pistas aparecen en iTunes en la versión estadounidense. Stirling también envió un tema exclusivo titulado "Yeah!" a los que pre-ordenado Shatter Me través PledgeMusic.
| N.º | Título                                                               | Duración |  |
| 1.  | «Beyond the Veil» (Lindsey Stirling, SILAS)                          | 4:14     |  |
| 2.  | «Mirror Haus» (Stirling, SILAS)                                      | 3:55     |  |
| 3.  | «V-Pop» (Stirling, Marko G)                                          | 3:45     |  |
| 4.  | «Shatter Me» (featuring Lzzy Hale) (Stirling, SILAS, Dia Frampton)   | 4:40     |  |
| 5.  | «Heist» (Stirling, Kill Paris)                                       | 3:26     |  |
| 6.  | «Roundtable Rival» (Stirling, Sterling Fox, Scott Gold)              | 3:23     |  |
| 7.  | «Night Vision» (Stirling, Robert DeLong)                             | 3:40     |  |
| 8.  | «Take Flight» (Stirling, SILAS)                                      | 4:24     |  |
| 9.  | «Ascendance» (Stirling, Marko G)                                     | 4:26     |  |
| 10. | «We Are Giants» (featuring Dia Frampton) (Stirling, SILAS, Frampton) | 3:43     |  |
| 11. | «Swag» (Stirling, SILAS)                                             | 3:10     |  |
| 12. | «Master of Tides» (Stirling, SILAS)                                  | 4:21     |  |

| Target exclusive edition bonus tracks |                                                                         |              |          |  |
| N.º                                   | Título                                                                  | Escritor(es) | Duración |  |
| 13.                                   | «Eclipse» (Stirling, Sam Hollander, Steve Shebby, Reuben Keeney, Raffi) |              | 3:15     |  |
| 14.                                   | «Sun Skip» (Stirling, DeLong)                                           |              | 3:46     |  |
| 15.                                   | «Take Flight» (Versión orquestal) (Stirling, SILAS))                    |              | 4:24     |  |